# Pont-de-Vaux
Pont-de-Vaux là một xã ở tỉnh Ain, vùng Auvergne-Rhône-Alpes thuộc miền đông nước Pháp.